# Gabrielle Daleman
Gabrielle Daleman (Toronto, 13 gennaio 1998) è una pattinatrice artistica su ghiaccio canadese medaglia d'oro alle Olimpiadi di Pyeongchang 2018 nella gara a squadre. Nella sua carriera vanta anche un bronzo vinto ai Mondiali di Helsinki 2017.

## Vita privata
Affetta da disturbo da deficit di attenzione/iperattività e difficoltà di apprendimento, Gabrielle Daleman ha avuto problemi nell'imparare a leggere e scrivere ed è stata per questo vittima di bullismo, oltre che a causa della sua struttura fisica muscolosa. Durante l'adolescenza, fino al periodo che ha fatto seguito alla sua partecipazione alle Olimpiadi di Soči 2014, ha inoltre dichiarato di avere sofferto di disturbi del comportamento alimentare.

## Carriera
Daleman ha debuttato nell'autunno 2012 partecipando al Grand Prix juniores. L'anno dopo vince la medaglia d'argento ai campionati canadesi, dietro Kaetlyn Osmond, e si piazza al sesto posto ai campionati mondiali juniores. All'età di 16 anni è l'atleta canadese più giovane a prendere parte ai Giochi olimpici di Soči 2014, disputando la gara individuale dove si piazza al 17º posto.
Terminata l'esperienza olimpica, Daleman partecipa lo stesso anno ai suoi primi Mondiali senior dove giunge tredicesima. Ai Campionati dei Quattro continenti di Gangneung 2017 vince la sua prima medaglia internazionale di rilievo, classificandosi al secondo posto. In seguito è medaglia di bronzo ai Mondiali di Helsinki 2017.
Ha rappresentato il Canada ai Giochi olimpici di Pyeongchang 2018 contribuendo alla vittoria della medaglia d'oro nella gara a squadre eseguendo il programma libero. La squadra canadese era composta da Patrick Chan, Kaetlyn Osmond, Meagan Duhamel, Eric Radford, Tessa Virtue e Scott Moir. Nel singolo si è invece piazzata quindicesima.
All'inizio della stagione 2018-19, dopo una caduta in allenamento inizialmente da lei sottovalutata, subisce una commozione cerebrale i cui effetti le provocano in seguito una caduta con breve perdita di coscienza mentre si trova in casa; durante questo periodo va incontro a una serie di malanni fisici e mentali che culminano in una depressione. Torna a competere nel gennaio 2019 partecipando ai campionati canadesi dove, dopo avere ottenuto il primo posto nel programma corto, conclude in quinta posizione. Prende parte pure ai Mondiali di Saitama 2019 ottenendo l'undicesimo posto.

## Palmarès

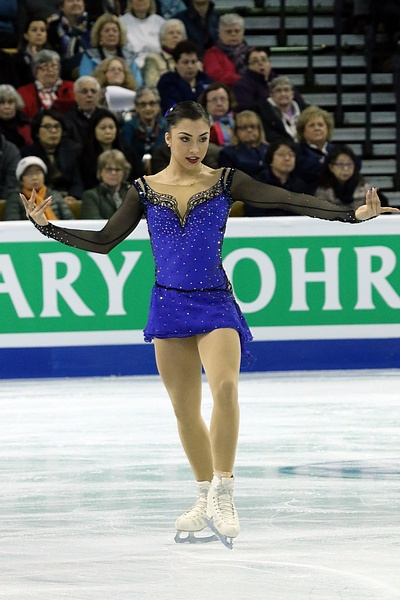
Gabrielle Daleman ai Mondiali di Boston 2016

| Giochi olimpici |      |              | 17ª |             |             |             | 15ª         |     |     |              |     |     |
| Campionati mondiali |      |              | 13ª | 21ª         | 9ª          | 3ª          | 7ª          | 11ª |     |              |     |     |
| Campionati dei Quattro continenti |      |              |     | 7ª          | R           | 2ª          |             |     |     |              | 10° |     |
| GP Cup of China |      |              |     | 5ª          |             |             | 6ª          |     | R   |              |     |     |
| GP NHK Trophy |      |              |     | 6ª          |             |             |             | R   |     |              |     |     |
| GP Skate America |      |              |     |             |             | 4ª          | 6ª          |     |     |              |     |     |
| GP Skate Canada |      |              |     |             | 5ª          |             |             | R   | 10° |              |     | 10° |
| GP John Wilson Trophy |      |              |     |             |             |             |             |     |     |              |     | 8°  |
| GP Trophée de France |      |              |     |             | 6ª          | 4ª          |             |     |     |              |     |     |
| CS Autumn Classic |      |              |     | 1ª          |             |             |             |     | R   |              | 8°  |     |
| CS Finlandia Trophy |      |              |     |             |             |             | 6ª          |     | 13° |              |     |     |
| CS Nebelhorn Trophy |      |              |     |             |             | 3ª          |             |     |     |              |     |     |
| CS Nepela Trophy |      |              |     |             | 4ª          |             |             |     |     |              |     |     |
| CS U.S. Classic |      |              |     |             |             |             |             | 6ª  |     |              |     |     |
| CS Warsaw Cup |      |              |     |             |             |             |             |     |     |              | 7°  |     |
| Internazionali: categoria Junior |      |              |     |             |             |             |             |     |     |              |     |     |
| Campionati mondiali |      | 6ª           |     |             |             |             |             |     |     |              |     |     |
| JGP Austria |      | 6ª           |     |             |             |             |             |     |     |              |     |     |
| JGP Estonia |      |              | 4ª  |             |             |             |             |     |     |              |     |     |
| JGP Germania |      | 5ª           |     |             |             |             |             |     |     |              |     |     |
| JGP Polonia |      |              | 3ª  |             |             |             |             |     |     |              |     |     |
| Challenge Cup | 2ª   |              |     |             |             |             |             |     |     |              |     |     |
| Nazionali |      |              |     |             |             |             |             |     |     |              |     |     |
| Campionati canadesi | 1ª J | 2ª           | 2ª  | 1ª          | 2ª          | 2ª          | 1ª          | 5ª  | 8°  | C            | 3ª  | R   |
| Eventi a squadre |      |              |     |             |             |             |             |     |     |              |     |     |
| Giochi olimpici |      |              |     |             |             |             | 1ª S (3ª P) |     |     |              |     |     |
| World Team Trophy |      | 2ª S (11ª P) |     | 4ª S (8ª P) |             | 4ª S (4ª P) |             |     |     | 6ª S (10ª P) |     |     |
| Team Challenge Cup |      |              |     |             | 1ª S (8ª P) |             |             |     |     |              |     |     |
| GP = Grand Prix; CS = Challenger Series; JGP = Junior Grand Prix; S = risultato della squadra; P = risultato personale; R = Ritirata; C = Evento cancellato |      |              |     |             |             |             |             |     |     |              |     |     |